# Понсе-сюр-л’Иньон
Понсе́-сюр-л’Иньо́н (фр. Poncey-sur-l’Ignon) — коммуна во Франции, находится в регионе Бургундия. Департамент коммуны — Кот-д’Ор. Входит в состав кантона Сен-Сен-л’Аббеи. Округ коммуны — Дижон.
Код INSEE коммуны — 21494.

## Население
Население коммуны на 2010 год составляло 86 человек.
| 1962 | 1968 | 1975 | 1982 | 1990 | 1999 | 2010 |
| ---- | ---- | ---- | ---- | ---- | ---- | ---- |
| 144  | 122  | 105  | 107  | 66   | 81   | 86   |

## Экономика
В 2010 году среди 48 человек трудоспособного возраста (15—64 лет) 40 были экономически активными, 8 — неактивными (показатель активности — 83,3 %, в 1999 году было 72,5 %). Из 40 активных жителей работали 38 человек (22 мужчины и 16 женщин), безработных было 2 (1 мужчина и 1 женщина). Среди 8 неактивных 0 человек были учениками или студентами, 4 — пенсионерами, 4 были неактивными по другим причинам.